# 大河儿女
《大河儿女》，中国大陆抗日战争史诗剧，导演安建，主演陈宝国、赵奎娥、赵君、李小冉、印小天、彦琦、张歆艺。

## 剧情
1937年之后，小日本开始全面侵略中国，河南省三河镇的钧瓷窑主“贺家”、“叶家”和“杨家”不可避免的卷入了抗日战争，为了夺取抗日战争的胜利，他们都加入了中国共产党，参加了新四军，为驱逐日本帝国侵略者而献出了青春和热血。

## 演出
| 演员   | 角色   | 备注 |
| 陈宝国 | 贺焰生 |      |
| 赵奎娥 | 贺常氏 |      |
| 王同辉 | 邓绍光 |      |
| 印小天 | 贺青   |      |
| 赵君   | 叶鼎三 |      |
| 赵锦焘 | 贺晨   |      |
| 张歆艺 | 六姑   |      |
| 李小冉 | 叶飞霞 |      |

## 曲目
- 主题曲《窑变》，演唱者：宋祖英。[4]